# Gemophos
Gemophos là một chi ốc biển, là động vật thân mềm chân bụng sống ở biển trong họ Buccinidae.

## Các loài
Các loài trong chi Gemophos gồm có:
- Gemophos auritulus (Link, 1807)[2]
- Gemophos filistriatus Vermeij, 2001
- Gemophos gemmatus (Reeve, 1846)
- Gemophos inca (d' Orbigny, 1839)
- Gemophos janellii (Valenciennes, 1846)
- Gemophos pastinaca (Reeve, 1846)
- Gemophos ringens (Reeve, 1846)
- Gemophos sanguinolentus (Duclos, 1833)
- Gemophos tinctus (Conrad, 1846)[3]
- Gemophos viverratoides (d'Orbigny, 1840)
- Gemophos viverratus (Kiener, 1834)